# Centro de convenciones de Las Cruces
El Centro de Convenciones de Las Cruces  (en inglés: Las Cruces  Convention Center )  es un complejo de 55,000 pies cuadrados (5,100 m²) cuyas instalaciones se encuentras en 10 acres (40.000 m²) de tierra en Las Cruces, Nuevo México, al sur de Estados Unidos. Se encuentra ubicado en la esquina de la Avenida University y la vía El Paseo en el Campus de la Universidad Estatal de Nuevo México. La instalación está diseñada para atender a eventos de todo tipo, como por ejemplo, convenciones, ferias, reuniones, recaudadores de fondos, celebraciones de los empleados, así como bodas y otros eventos especiales. La instalación contiene una sala de exposiciones que tiene 14.500 pies cuadrados (1.350 m²) de espacio.